# Звезда (филм, 2002)
Вижте пояснителната страница за други значения на Звезда.
„Звезда“ (на руски: „Звезда“) е руска военна драма от 2002 година на режисьора Николай Лебедев, основан на едноименната повест на Емануил Казакевич.

## Сюжет
През лятото на 1944 година група разузнавачи с кодово име Звезда са изпратени на мисия отвъд фронтовата линия на територия, контролирана от нацистите. Задачата им е да разузнаят плановете на агресора за нападение.

## Актьорски състав
- – Игор Петренко
- – Екатерина Вуличенко
- – Алексей Кравченко
- – Андрей Егоров
- – Юри Лагута
- – Анатоли Гущин
- – Артьом Семакин
- – Алексей Панин
- – Амаду Мамадаков